# 12-я стрелковая дивизия
12-я стрелковая дивизия — общевойсковое соединение (стрелковая дивизия) РККА, принимавшее участие в боевых действиях в период Гражданской и Второй мировой войн.
Сокращённое наименование — 12-я сд.

## Полное наименование
Полное действительное наименование формирования:
- 1-го — 12-я стрелковая дивизия имени Петроградского Совета;
- 2-го — 12-я Амурская стрелковая дивизия имени Сибирского Революционного комитета.

## 1-е формирование (30.04.1918 — 06.02.1921)
Первый раз дивизия была сформирована 30 апреля 1918 года. Принимала участие в Гражданской войне.
В 1919 году действовала на Южном фронте в составе Ударной группы Селивачёва. Сначала вела оборонительные бои против войск Деникина, затем успешно принимала участие в осеннем контрнаступлении красных войск Южного фронта. В составе 1-й Конной армии Будённого вела бои за Донбасс, в феврале — марте 1920 — за Кубань.
С апреля 1920 года в составе 4-й армии РККА принимала участие в советско-польской войне, успешно действовала во время июльского наступления на Вислу. Во время Варшавского сражения дивизия оказалась под угрозой окружения и прорывалась на восток с боями. В районе Кольно два полка 36-й бригады и две батареи были прижаты бронепоездом противника к германской границе, перейдя которую, были интернированы. Остальные части дивизии в составе шести полков совершили прорыв в районе Августова, выйдя на оперативный простор у Гродно.
В сентябре 1920 года в 12-ю стрелковую дивизию были влиты новые пополнения, а в ноябре 1920 состоялась переброска из Петрограда на Украину, где дивизия принимала участие в борьбе с повстанческими формированиями петлюровцев. Штаб дивизии дислоцировался в уездном городке Ольгополь Подольской губернии.
7-10 февраля 1921 г. 66-й, 208-й, 209-й, 210-й полки и 35-я бригада 12-й дивизии осуществили карательную экспедицию против восставших украинских крестьян Ямпольского и Могилевского уездов Подольской губернии (Ямпольское восстание). Убито более 300 крестьян, полностью сожжено украинское село Оленовка.
В феврале 1921 года переформирована в пограничную дивизию войск ВЧК Украины и Крыма.

## 2-е формирование (05.10.1923 — 17.05.1957)
Следующее (второе) формирование относится к 9 октября 1923 в Омске. На формирование дивизии был обращён личный состав выделенный из 29-й стрелковой дивизии.
В Действующей армии в период Второй мировой войны — с 9 августа 1945 года по 3 сентября 1945 года.
На начало Великой Отечественной войны дислоцировалась в Благовещенске, в боевых действиях на советско-германском фронте участия не принимала. С 9 августа 1945 года участвовала в Сунгарийской операции, форсировании рек Амур и Уссури, в освобождении ряда городов Китая, разгроме Квантунской группировки. Уничтожила крупный Маоланьтуньский узел сопротивления.
В мае 1947 года дивизия в составе 1-й отдельной Краснознамённой армии вошла в Дальневосточный военный округ с местом дислокации Куйбышевка-Восточная. 17.05.1957 года преобразована в 12-ю мотострелковую дивизию, в/ч 35351. Расформирована 15 октября 1958 года.

### В составе
- октябрь 1923 — июнь 1924 — ЗапСибВО
- июнь 1924—1934 — СибВО
- 1934—1938 — 18-й ск ОКДВА
- с 1938 — 2-я ОКА

### Состав (на 1 декабря 1925 года)[7].
- Штаб дивизии (г. Омск)
- Военный трибунал и военная прокуратура (г. Омск)
- 34-й Омский стрелковый полк (г.Омск)
- 35-й Татарский стрелковый полк (г.Татарск)
- 36-й Славгородский стрелковый полк (г. Славгород)
- Отдельный кавалерийский эскадрон (г. Омск)
- Лёгкий артиллерийский полк (г. Омск)
- Отдельная рота связи (г. Омск)
- Отдельная сапёрная рота (г. Омск)

### Состав (1941—1945 гг.)
- управление
- 57-й стрелковый полк
- 192-й стрелковый полк
- 214-й стрелковый полк
- 7-й артиллерийский полк
- 482-й отдельный самоходный артиллерийский дивизион
- 96-й отдельный истребительно-противотанковый дивизион
- 29-я отдельная разведывательная рота
- 34-й отдельный сапёрный батальон
- 80-й отдельный батальон связи
- 616-й отдельный медико-санитарный батальон
- 3-я отдельная рота химический защиты
- 8-я ремонтно-восстановительная рота
- 301-й автотранспортный батальон
- 54-я (424-я) автотранспортная рота[8]
- 57-я (13-я) полевая хлебопекарня
- 158-й дивизионный ветеринарный лазарет
- 128-я полевая почтовая станция
- 2-я (268-я) полевая касса Государственного банка[4]
- 238-й гаубичный артиллерийский полк(?)

## Командиры

### 1-е формирование
- Чернавин, Всеволод Владимирович (30.04.1918 — 30.09.1918)
- Веденяев, Фёдор Михайлович (30.09.1918 — 25.11.1918)
- Ратайский, Андрей Иосифович (25.11.1918 — 27.11.1918)
- Любимов, Владимир Виссарионович (27.11.1918 — 07.03.1919)
- Ратайский, Андрей Иосифович (07.03.1919 — 03.07.1919)
- Линкус, Владислав Никодимович (03.07.1919 — 03.08.1919)
- Рева, Андрей Григорьевич (03.08.1919 — 06.02.1921)

### 2-е формирование
Командиры
- Ольшевский, Фаддей Иванович (10.1923 — 06.1926)
- Кузьмин, Фёдор Кузьмич (06.1926 — 02.1930)
- Смирнов, Андрей Кириллович, комдив (16.01.1930 — 09.06.1936)
- Стельмах, Григорий Давыдович, комбриг (06.1936 — 12.03.1938)

…
- Попов, Михаил Андрианович (07.1939 — 25.03.1941)
- Максимов, Александр Михайлович, полковник, c 7.10.1941 генерал-майор (26.03.1941 — 22.04.1942)
- Макаренко, Иван Алексеевич, генерал-майор (22.04.1942 — 26.05.1942)
- Крючков, Андрей Ильич, полковник, с 22.02.1944 генерал-майор (26.05.1942 — 05.09.1945)[9]
- Ковтун-Станкевич, Андрей Игнатьевич, генерал-майор (??.05.1946 — ??.06.1946)
- Замахаев, Иван Васильевич, генерал-майор (1946—1950)
- Белобородов, Панкратий Викулович, генерал-майор (1950—1953)
- Иванов, Терентий Яковлевич, полковник, с 1957 генерал-майор (10.08.1954 — 1957)

Начальники штаба
- Живалёв, Пётр Кириллович, полковник (??.11.1947 — ??.09.1950)

## Награды дивизии
До Великой Отечественной войны:
- именная, 18 февраля 1924 года — присвоено имя Сибирского Революционного комитета

В период Великой Отечественной войны и послевоенное время:
- почётное наименование «Амурская» — присвоено приказом Верховного Главнокомандующего № 0159 от 14 сентября 1945 года за отличия в боях при форсировании реки Амур.

Награды частей дивизии:
- 57-й стрелковый ордена Красной Звезды[10] полк
- 214-й стрелковый Амурский ордена Красной Звезды[10] полк
- 7-й артиллерийский Хинганский полк

## Герои Советского Союза
- Яровой, Артемий Сергеевич, капитан, командир батальона 214-го стрелкового полка.